# Przygody Tomka Sawyera
Przygody Tomka Sawyera (tytuł oryginalny: The Adventures of Tom Sawyer) – powieść dla młodzieży amerykańskiego pisarza Marka Twaina z 1876 roku; pierwsze polskie wydanie – rok 1901.
Akcja całej powieści toczy się w miasteczku St. Petersburg (pierwowzorem powieściowego miasta jest Hannibal) nad rzeką Missisipi i najbliższej okolicy. Tomek jest sierotą, opiekuje się nim ciotka Polly. W domu mieszka z ciotką, młodszym przyrodnim bratem Sidem i kuzynką Mary. W powieści, której głównym wątkiem są przygody chłopca w małym miasteczku, Mark Twain ukazuje ówczesne życie (połowa XIX wieku) i obyczajowość.
Kontynuacjami Przygód Tomka Sawyera są:
- Przygody Hucka Finna (1884)
- Tomek Sawyer za granicą (1894)
- Tomek Sawyer detektywem (1896)

Mark Twain nie dokończył kilku planowanych powieści o przygodach Tomka. Były to:
- Schoolhouse Hill (6 rozdziałów) - znalazły się w wydanej pośmiertnie powieści Tajemniczy przybysz(inne języki) (1916)
- Huck Finn and Tom Sawyer among the Indians
- Huck Finn
- Tom Sawyer’s Conspiracy
- Tom Sawyer’s Gang Plans a Naval Battle

## Polskie przekłady
- Helena Ros (1901)
- Janosz Biliński (1925)
- Marceli Tarnowski (1933)
- Kazimierz Piotrowski (1953)
- Jarosław Sokół (1996)
- Agnieszka Kuligowska (1996)
- Rafał Dawidowicz (1997)
- Włodzimierz Grabowski (1998)
- Zbigniew Batko (2002)
- Paweł Łopatka (2004)
- Małgorzata Pawlak (2005) pod tyt. Przygody Tomka Sawyera: adaptacja powieści Marka Twaina przeznaczona dla młodych czytelników
- Paweł Beręsewicz (2006)
- Aleksandra Lemiszewska (z francuskiego, 2006) pod tyt. Przygody Tomka Sawyera: na podstawie powieści Marka Twaina / adapt. tekstu Anne Françoise Loiseau

Porównanie przekładów 'wyrazów nieodpowiednich' ukazało się w tomie Między tekstem a kulturą: Z zagadnień przekładoznawstwa.

## Adaptacje filmowe powieści
- Tom Sawyer, film z 1907 roku, film niemy wyprodukowany w Kalem Studios
- Tom Sawyer, film z 1930 roku, w roli Tomka Sawyera: Jackie Coogan
- Przygody Tomka Sawyera, film z 1938 roku
- Festiwal bajek (Przygody Tomka Sawyera - odcinek 18) – amerykański serial animowany z 1972 roku
- Tomek Sawyer, film musical z 1973 z udziałem Jodie Foster
- Tomek Sawyer, inny film z 1973 udziałem Buddy'ego Ebsena
- Przygody Tomka Sawyera (Tom Sawyer no boken), japoński serial animowany z 1980 roku.
- Przygody Tomka Sawyera i Hucka Finna, film radziecki z 1981 roku (reż. Stanisław Goworuchin).
- Tom i Huck, film z 1995 roku z udziałem Jonathan Taylor Thomas i Brad Renfro.
- Tomek Sawyer, film animowany z 2000 roku, w którym występują antropomorficzni bohaterowie – zwierzęta.
- Tom Sawyer & Huckleberry Finn, film fabularny z 2014 roku, reż. Jo Kastner.